# Championnat d'Islande de basket-ball
La Premier League (ou Bónus deild karla) est la première division du championnat d'Islande de basket-ball (Úrvalsdeild karla en islandais). Ce championnat regroupe les 12 meilleures équipes islandaises. Chaque équipe s'affronte en matchs aller-retour, les huit premières équipes étant qualifiées pour les play-offs. Les quarts de finale se jouent au meilleur des trois matchs, les demi-finales et la finale se jouent au meilleur des cinq matchs. Les deux derniers du championnat sont reléguées en Division 2 et remplacés par le premier de la saison régulière et le vainqueur des playoffs de D2.

## Historique
Le championnat islandais est fondé en 1951 et s'appelle 1. division jusqu'en 1978. De la saison 2005-2006 à 2011-2012, il est dénommé Iceland Express League, d'après le nom de son sponsor Iceland Express airline. Le championnat s'appelle la Domino's League à compter de la saison 2012-2013, d'après le nom de son sponsor Domino's Pizza.
En juillet 2024, la chaîne de supermarchés Bónus devient le sponsor du championnat, la compétition s'appelant désormais Bónus deild karla.

## Palmarès
- 1951/52 ÍKF
- 1952/53 ÍKF
- 1953/54 IR Reykjavik
- 1954/55 IR Reykjavik
- 1955/56 ÍKF
- 1956/57 IR Reykjavik
- 1957/58 ÍKF
- 1958/59 ÍS
- 1959/60 IR Reykjavik
- 1960/61 IR Reykjavik
- 1961/62 IR Reykjavik
- 1962/63 IR Reykjavik
- 1963/64 IR Reykjavik
- 1964/65 KR Reykjavik
- 1965/66 KR Reykjavik
- 1966/67 KR Reykjavik
- 1967/68 KR Reykjavik
- 1968/69 IR Reykjavik
- 1969/70 IR Reykjavik
- 1970/71 IR Reykjavik
- 1971/72 IR Reykjavik
- 1972/73 IR Reykjavik
- 1973/74 KR Reykjavik
- 1974/75 IR Reykjavik
- 1975/76 Glímufélagið Ármann
- 1976/77 IR Reykjavik
- 1977/78 KR Reykjavik
- 1978/79 KR Reykjavik
- 1979/80 Valur Reykjavik
- 1980/81 UMF Njarðvík
- 1981/82 UMF Njarðvík
- 1982/83 Valur Reykjavik
- 1983/84 UMF Njarðvík
- 1984/85 UMF Njarðvík
- 1985/86 UMF Njarðvík
- 1986/87 UMF Njarðvík
- 1987/88 Haukar Hafnarfjörður
- 1988/89 ÍBK Keflavík
- 1989/90 KR Reykjavik
- 1990/91 UMF Njarðvík
- 1991/92 ÍBK Keflavík
- 1992/93 ÍBK Keflavík
- 1993/94 UMF Njarðvík
- 1994/95 UMF Njarðvík
- 1995/96 UMF Grindavík
- 1996/97 ÍBK Keflavík
- 1997/98 UMF Njarðvík
- 1998/99 ÍBK Keflavík
- 1999/00 KR Reykjavik
- 2000/01 UMF Njarðvík
- 2001/02 UMF Njarðvík
- 2002/03 ÍBK Keflavík
- 2003/04 ÍBK Keflavík
- 2004/05 ÍBK Keflavík
- 2005/06 UMF Njarðvík
- 2006/07 KR Reykjavik
- 2007/08 ÍBK Keflavík
- 2008/09 KR Reykjavik
- 2009/10 Snæfell
- 2010/11 KR Reykjavik
- 2011/12 UMF Grindavík
- 2012/13 UMF Grindavík
- 2013/14 KR Reykjavik
- 2014/15 KR Reykjavik
- 2015/16 KR Reykjavik
- 2016/17 KR Reykjavik
- 2017/18 KR Reykjavik
- 2018/19 KR Reykjavik
- 2019/20 Non attribué pour cause de Pandémie de Covid-19
- 2020/21 UMF Þór Þorlákshöfn
- 2021/22 Valur Reykjavík
- 2022/23 UMF Tindastóll
- 2023/24 Valur Reykjavík
- 2024/25 UMF Stjarnan

## Bilan par club
| Club                 | Titres | Ville         | Année |
| -------------------- | ------ | ------------- | --- |
| KR Reykjavik         | 18     | Reykjavik     | 1965, 1966, 1967, 1968, 1974, 1978, 1979, 1990, 2000, 2007, 2009, 2011, 2014, 2015, 2016, 2017, 2018, 2019 |
| UMF Njarðvík         | 17     | Njarðvík      | 1952, 1953, 1956, 1958, 1981, 1982, 1984, 1985, 1986, 1987, 1991, 1994, 1995, 1998, 2001, 2002, 2006       |
| IR Reykjavik         | 15     | Reykjavik     | 1954, 1955, 1957, 1960, 1961, 1962, 1963, 1964, 1969, 1970, 1971, 1972, 1973, 1975, 1977                   |
| ÍBK Keflavík         | 9      | Keflavík      | 1989, 1992, 1993, 1997, 1999, 2003, 2004, 2005, 2008                                                       |
| Valur Reykjavik      | 2      | Reykjavik     | 1980, 1983, 2022, 2024                                                                                     |
| UMF Grindavík        | 3      | Grindavík     | 1996, 2012, 2013                                                                                           |
| UMF Þór Þorlákshöfn  | 1      | Þorlákshöfn   | 2021 |
| Haukar Hafnarfjörður | 1      | Hafnarfjörður | 1988 |
| límufélagið Ármann   | 1      | Reykjavik     | 1976 |
| ÍS                   | 1      | Reykjavik     | 1959 |
| Snæfell              | 1      | Stykkishólmur | 2010 |
| UMF Tindastóll       | 1      | Sauðárkrókur  | 2023 |
| UMF Stjarnan         | 1      | Garðabær      | 2025 |